# جائزة فرنسا الكبرى 1986
جائزة فرنسا الكبرى 1986 هو سباق فورمولا 1 أقيم بتاريخ 6 يوليو 1986. كان الثامن من أصل 16 في بطولة العالم لسباقات الفورمولا واحد موسم 1986. حلّ البريطاني نايجل مانسيل أولا بينما جاء الفرنسي ألن بروست في المركز الثاني وحصل على المركز الثالث البرازيلي نيلسون بيكيه.